# Sepp Müller
Sepp Müller (nascido em 22 de janeiro de 1989) é um político alemão. Nasceu em Wittenberg, Saxónia-Anhalt, e representa a CDU. Sepp Müller é membro do Bundestag do estado da Saxônia-Anhalt desde 2017.

## Vida
Ele tornou-se membro do bundestag após as eleições federais alemãs de 2017. Ele é membro do Comité de Finanças.